# Ana Lúcia Mota
Ana Lúcia Castilho da Mota -más conocida como Ana Mota- (São Paulo, 6 de julio de 1968) es una ex-jugadora brasileña de baloncesto que ocupaba la posición de pívot.
Fue parte de la Selección femenina de baloncesto de Brasil con la que alcanzó la medalla de oro en los Juegos Panamericanos de 1991 realizados en La Habana y fue campeona del Campeonato Sudamericano de Baloncesto adulto realizado de Colombia en 1991.

## Estadísticas en competencias FIBA
| Año            | Competencia                               | PPJ | RPJ | APJ |
| -------------- | ----------------------------------------- | --- | --- | --- |
| 1990           | Campeonato Mundial de Baloncesto femenino | 0,5 | 0   | 0   |
| Promedio total | Promedio total                            | 0,5 | 0   | 0   |
| Fuente: FIBA.  |                                           |     |     |     |